# 2012年夏季奥林匹克运动会中国摔跤队
参加2012年伦敦夏季奥林匹克运动会的中国摔跤队共计26人，其中运动员16人，官员与工作人员10人，领队周进强。摔跤是中国自2000年悉尼奥运会开始的参赛的项目，2004年雅典奥运会首次获得1枚金牌。

## 人员构成
运动员（16人）

男运动员（12人）：覃和、王强、斯日古楞、王赢、梁磊、 焦华锋、盛江、李岩岩、常永祥、马三义、姜华琛、刘德利

女运动员（4人）：黎笑媚、许莉、许海燕、王娇
官员与管理人员（10人）

领队：周进强，副领队：董生辉 

教练员（6人）：许奎元、曲忠东、于涛、盛泽田、李国、尼克奇

医生：侯希贺，管理：袁海东